# サンタ・マリア号

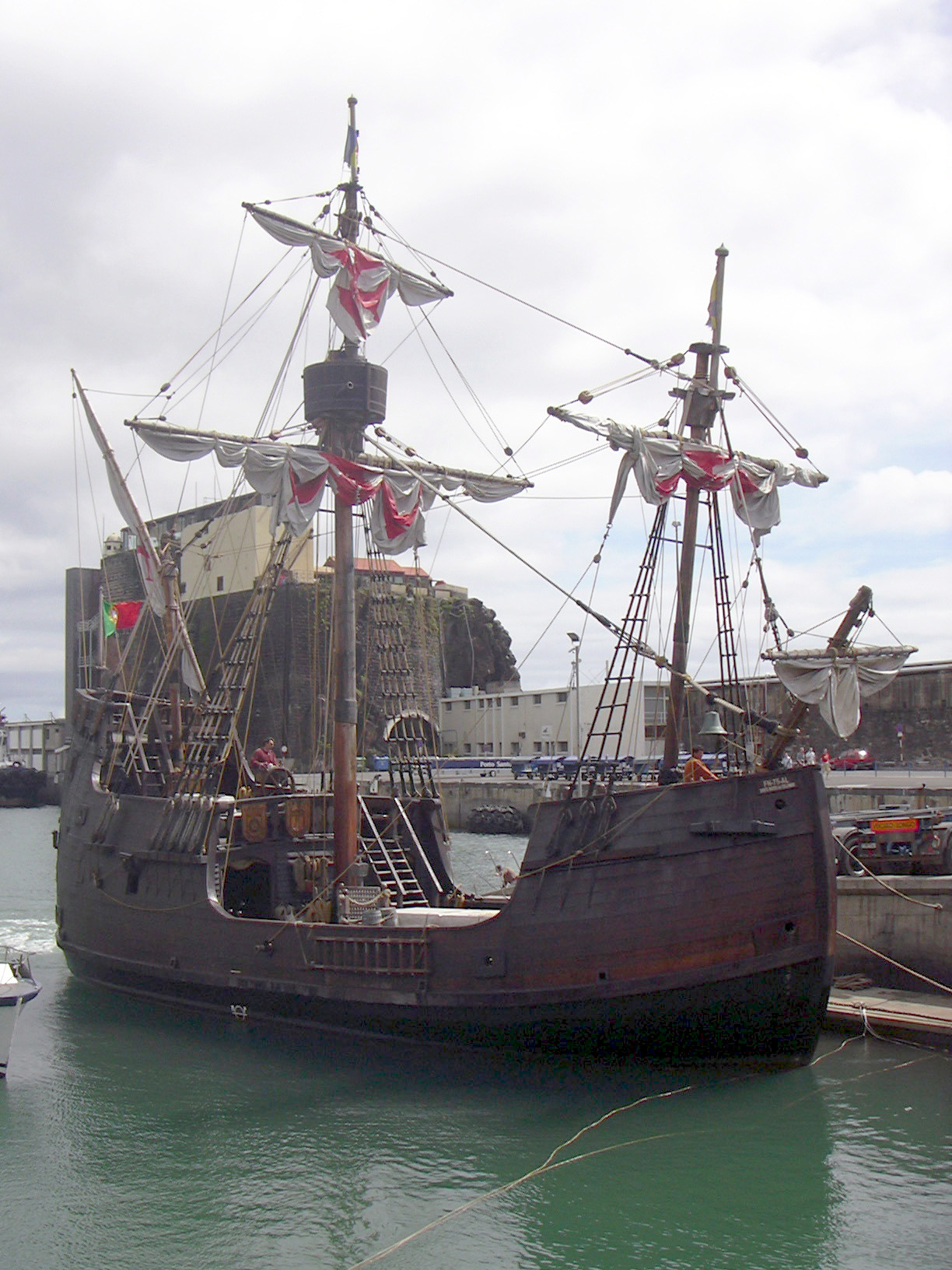
サンタ・マリア号（レプリカ）　スペイン・マディラのフルカル港にて

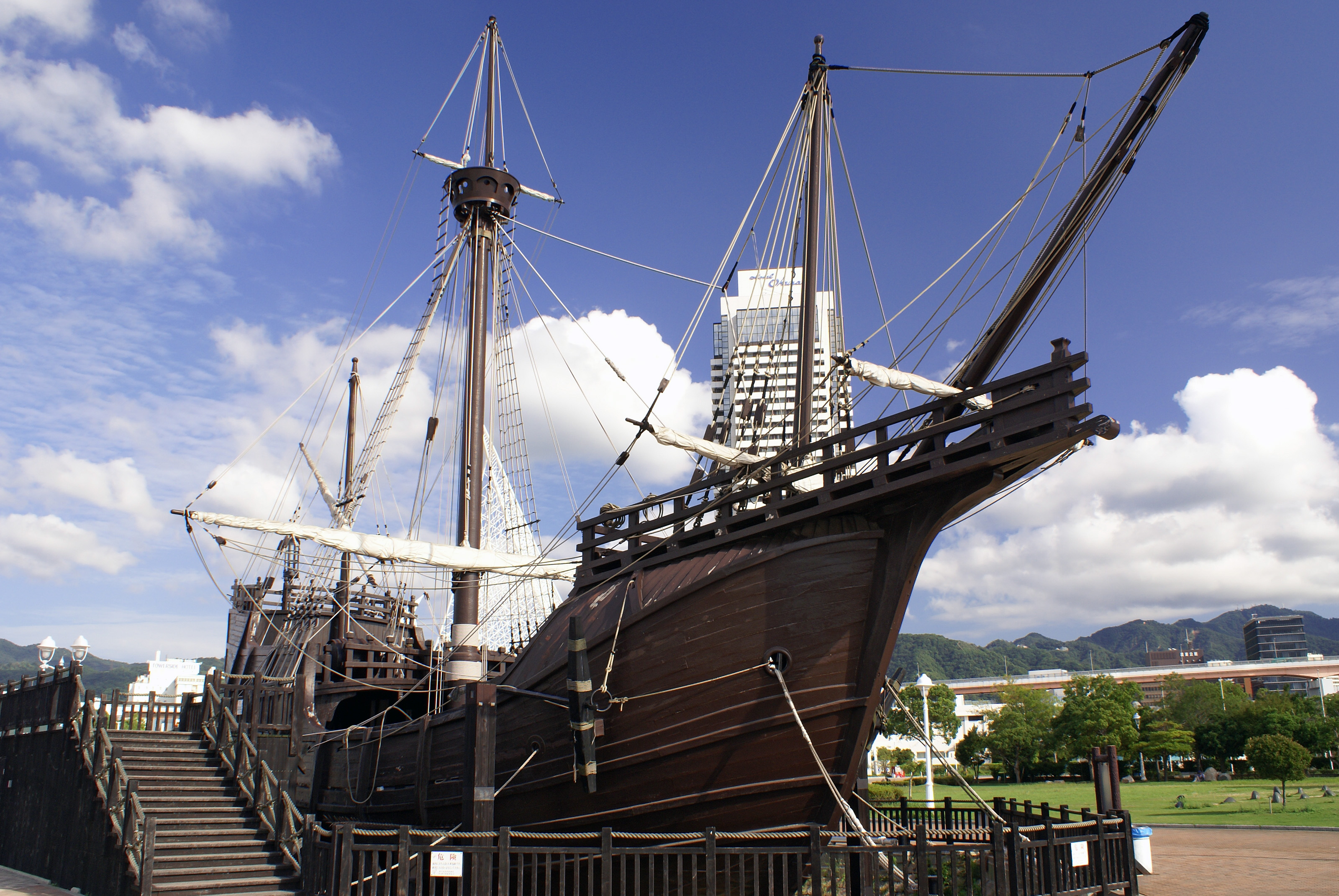
サンタ・マリア号（レプリカ）　神戸港にて（現存せず）

サンタ・マリア号（サンタ・マリアごう、西: La Santa María de la Inmaculada Concepción）は、1492年、クリストファー・コロンブスによる初の大西洋横断航海のときに使われた3隻の帆船のうちの最大の船。

## 概要
ナウ船（スペインで建造されたキャラック船の一種）と呼ばれる型の帆船で、全長23.5m（バウスプリットを除く）、全幅7.29m、喫水2.1m。帆装は3本のマストに横帆と縦帆を組み合わせ、バウスプリットにスプリットセイルを備えていた。大西洋を無事に横断しバハマ諸島に到達したが、探検の途中、1492年12月24日にイスパニョーラ島で座礁し解体され、使える大砲や木材は要塞の資材として使用された。
この航海で用いられた他の2隻はキャラベル船のニーニャ号とピンタ号であるが、3隻のいずれもが中古船で、探検を目的として建造されたものではなかった。船団中、最大の本船が旗艦とされたものの、コロンブスは鈍重で速度も出ず、喫水の深いサンタ・マリア号を嫌っており、座礁後はお気に入りのニーニャ号へ旗艦を移している。
船名はスペイン語で「処女降誕聖マリア」を意味する。なお、当初は「マリガランテ（娼婦）号」という名であったが、新航路発見の旅路にふさわしくないとコロンブスの意見によりサンタマリアに改名された経緯がある。
武装はボンパルダ（射石砲/臼砲）やデミ・カルバリン砲などを2-4門装備していたらしいが、正確な数は不明である。更にブルワーク上に6門程度の旋回砲も設置されていた。

## 沈没船捜索
AFPによると、2014年5月14日、マサチューセッツ州在住で、海洋考古学調査を専門とするバリー・クリフォード氏が、ハイチ沖で沈没しているサンタ・マリア号と思われる船の残骸を発見した、と発表。
CNNによると、国連教育科学文化機関（ユネスコ）のチームが10月8日までに、残骸は同号ではないとの調査結果を発表。結果報告によると、残骸は留め具が銅でできていることから、17世紀から18世紀の造船技術と断定された。コロンブスの時代は木製または鉄製の留め具しかなかったという。さらにコロンブス自身の日記など当時の記録と照合した結果、残骸はサンタ・マリア号が座礁したとされる位置に比べ、岸から遠く離れすぎていることも分かった。

## サンタ・マリア号の復元船
1992年のクリストファー・コロンブスによるアメリカ大陸到達500周年にあわせて、コロンブスの船団を成した船として、サンタ・マリア号、ピンタ号、ニーニャ号の船団三隻が復元された。この復元計画は1986年に開始され、復元された船体は1992年にスペインで開催されたセビリア万博において展示された。
また1892年のアメリカ大陸到達400周年にあわせても、サンタ・マリア号、ピンタ号、ニーニャ号が復元されてアメリカ合衆国のシカゴで開催された　シカゴ万国博覧会 (1893年)において展示されている。
日本の神戸市にも1991年にスペインから寄贈されたレプリカ船がかつてあったが、震災と老朽化を理由に2013年に解体され、今は同市のメリケンパーク公園に碇とマストの望楼がモニュメントとして残るだけである。
また、1990年に大阪水上バスが「サンタマリア」と言う名の観光船を就役させているが、これは姿を模してはいるものの、本船のレプリカとは関係ないオーバースケールの汽船である。安定性の面では重心が高いため、通常は、大阪港内で遊覧船として使用されているが、1995年の阪神・淡路大震災の際には、政府からの発令を受けて1月21日から2月26日の37日間、大阪・神戸間の緊急輸送に携わり、大きな役割を果たした。